# Todo Copas
Todo Copas es una agrupación de rap colombiano. Conformada por los Mc´s Ángel Salazar y Yhon Smith y el Dj Ricardo Acosta.

## Historia
La agrupación Todo Copas fue creada en 2005 en el barrio Las Cruces de Bogotá. También crearon un colectivo cultural juvenil,también realizan cada año el Festival de Arte Callejero. En 2008 Todo Copas estrenó su disco de estudio. En 2011, Todo Copas recibió por parte del periódico El Espectador el reconocimiento como “Reyes del Hip Hop en Youtube”. Para 2012 presentó su tercer trabajo en Hip Hop al Parque, y en 2015 volvió al principal festival de hip-hop de Colombia.

## Discografía

### Álbumes de estudio
- Todo Copas (2007)
- Mixtape 2010 (2010)
- Mixtape 2 (2012)
- Arriba los de abajo (2015)

### Sencillos
- Tanto por decir (2017)
- Rap con criterio (2019)
- Claroscuro (2020)
- Experiencias (live session) (2020)
- La vuelta cambio (2021)
- Ni perdón ni olvido (2022)
- Contigo quiero brindar (2024)
- Las reglas del juego (2024)
- Década (2025)
- Polos opuestos (2025)